# Flize
Flize es una comuna francesa situada en el departamento de Ardenas, de la región del Gran Este, creada el 1 de enero de 2019.

## Geografía
Está ubicada a 8 km al sur de Charleville-Mézières. 

## Historia
Fue creada el 1 de enero de 2019 como una comuna nueva, en aplicación de una resolución del prefecto de Ardenas del 23 de noviembre de 2018 con la unión de las comunas de Balaives-et-Butz, Boutancourt, Élan y Flize, pasando a estar el ayuntamiento en la antigua comuna de Flize.